# Proyectil

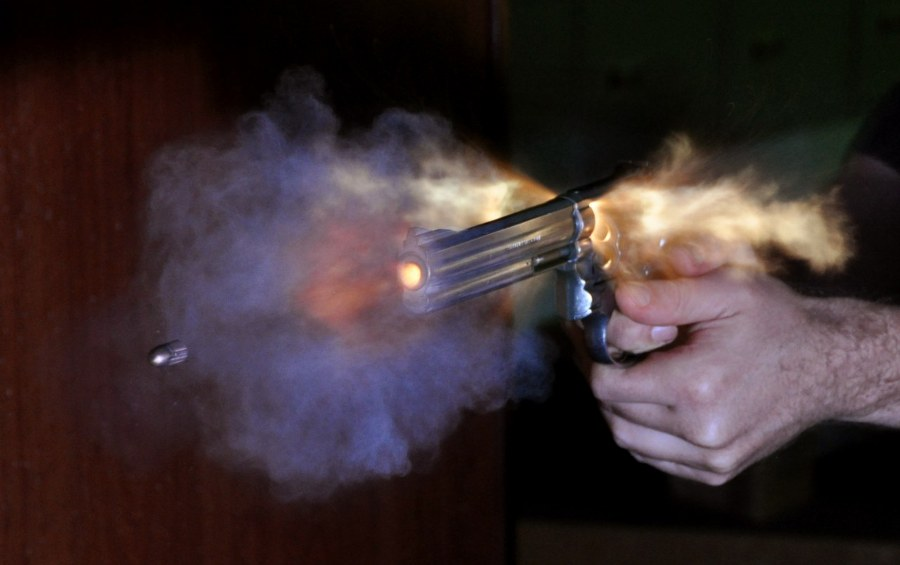
Bala disparada con un revólver.

Un proyectil es cualquier objeto lanzado en el espacio por la acción de una fuerza. Aunque un balón arrojado es también un proyectil técnicamente, el término se refiere generalmente a un arma.
Para los detalles matemáticos referentes a la trayectoria de un proyectil, véase ecuaciones de movimiento.
Balones de fútbol o pelotas de tenis podrían considerarse proyectiles, pero el término suele estar referido a armas. Flechas, dardos o lanzas son armas lanzadas usando la fuerza mecánica aplicada por otro objeto. Otras armas utilizan la fuerza del aire comprimido para disparar. Pistolas, fusiles y demás utilizan la fuerza expansiva de los gases liberados por ciertas reacciones químicas. Por lo general los proyectiles son de metal y ese recubrimiento les permite penetrar con facilidad en su objetivo. 
Hay proyectiles pensados para no ser letales, que suelen ser de materiales no muy densos, como goma, plástico, etc.
La balística analiza la trayectoria del proyectil, las fuerzas que actúan sobre el proyectil y el impacto que tiene el proyectil en el objetivo.

## Fuerza motriz

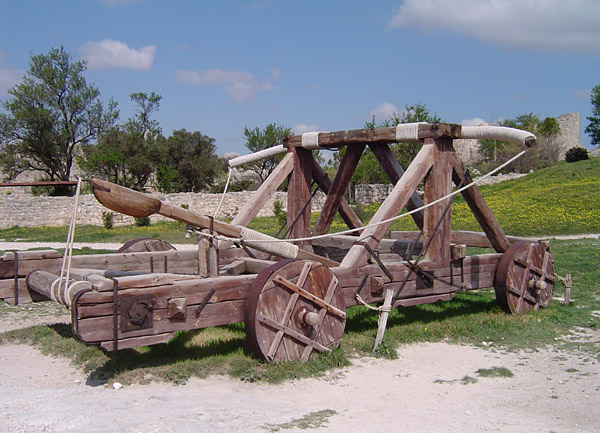
Reproducción de una catapulta francesa en el Castillo de los Baux.

Flechas, dardos, lanzas y otras armas similares son impulsadas solamente por fuerzas mecánicas aplicadas por otro objeto, por ejemplo: una catapulta, una resortera, una honda, un arco además del lanzamiento sin uso de una herramienta.
Otras armas usan la compresión o expansión de gases para propulsar un proyectil.
Los cañones de riel utilizan campos electromagnéticos para proporcionar una aceleración constante a lo largo del dispositivo. Incrementando enormemente la velocidad del proyectil.
Cerbatanas y armas de aire usan gas comprimido, mientras que el resto de las armas de fuego utilizan los gases en expansión generados por reacciones químicas
Algunos proyectiles se propulsan a sí mismos durante el vuelo mediante el uso de un motor cohete o un jet. En terminología militar, un cohete es no-guiado mientras que un misil es guiado. Nótese los dos sentidos de «cohete» (cohete arma y motor cohete): un ICBM es un misil que usa motores cohete.

## Proyectiles vehículo
Muchos tipos de proyectiles se usan para «llevar» cierta carga a su destino (no solo el proyectil). Un proyectil, por ejemplo un obús, puede tener una carga explosiva o algún otro tipo de sustancia química o biológica. Además de un explosivo, un proyectil puede causar cierto tipo de daño dependiendo de lo que lleve; por ejemplo un agente incendiario o veneno incluso (como en flechas envenenadas).

## Proyectiles cinéticos

Proyectil APFSDS.

Un proyectil que no lleva ninguna carga explosiva ni de ningún otro tipo, se denomina «proyectil cinético», «arma de energía cinética», «ojiva de energía cinética», «obús cinético» o «penetrador cinético». Las armas de energía cinética típicas son proyectiles simples como rocas y balas de cañón, puntiagudas como flechas y algo puntiagudas como balas. Entre los proyectiles que no tienen ningún explosivo, están aquellos lanzados desde cañones de riel, cañones gauss y catapultas electromagnéticas, así como APFSDS. Todas estas armas funcionan al darle una gran velocidad a sus proyectiles (hipervelocidad) para colisionar transformando la inmensa energía cinética en ondas de choque destructivas y calor.
Algunas armas cinéticas designadas para objetos en vuelo espacial son armas antisatélite y misiles antibalísticos. Dado que para alcanzar a un objeto en órbita estos proyectiles deben alcanzar velocidades inmensas, la mera energía cinética que llevan es fuerza suficiente para destruir sus blancos, haciendo innecesarios los explosivos. Por ejemplo: la energía del TNT es de 4,6 MJ/kg, mientras que la energía de un objeto que se mueve a unos 10 km/s es de 50 MJ/kg. Esto ahorra peso extra y no se necesita una detonación precisa. Sin embargo, este método requiere de un contacto directo con el blanco, para lo que se requiere una trayectoria más exacta.
Con respecto a las armas antimisiles, el Hetz y el MIM-104 Patriot tienen explosivos, mientras que el Interceptor de energía cinética, el Proyectil ligero exoatmosférico (LEAP, véase RIM-161) y el THAAD no tienen (véase Missile Defense Agency).
Véase también Balística terminal y EKV
Un arma de energía cinética puede también ser soltada desde un avión para un golpe de precisión con un menor daño colateral (ya que, por ejemplo, contiene concreto en vez de algún explosivo). Una bomba típica tiene una masa de 900 kg y cae a una velocidad de 800 km/h (220 m/s). Este tipo de método ha sido usado en la guerra de Irak y las subsecuentes operaciones militares en Irak al emplear bombas rellenas de concreto con el dispositivo GPS de las JDAM para atacar vehículos y otros blancos «suaves» que están en lugares muy cerca de estructuras civiles como para usar bombas altamente explosivas.
Un Promt Global Strike puede usar armas cinéticas. El bombardeo cinético puede emplear proyectiles soltados a nivel órbita terrestre.
Un arma hipotética que viaja a una considerable fracción de la velocidad de la luz, generalmente hallada en ciencia ficción, se denomina bomba relativista.

## Proyectiles cableados
Algunos proyectiles se quedan conectados al equipo de lanzamiento mediante un cable después del lanzamiento:
- Para ser guiados: misil alámbrico dirigido (rango de hasta 4 km).
- Para administrar un electrochoque, como en el caso del Taser (rango de hasta 10,6 metros); dos proyectiles son disparados simultáneamente, cada uno con un cable.
- Para conectar al lanzador con el objetivo, ya sea para jalar al objetivo, como en un arpón de ballenas, o para llevar al lanzador hacia el blanco, como lo hace un gancho de agarre.

## Misceláneo
La balística analiza la trayectoria de un proyectil, las fuerzas que actúan sobre un proyectil y el impacto que tiene este sobre un blanco.
Una explosión, causada o no por un arma, convierte a los fragmentos lanzados en proyectiles de alta velocidad. Un arma explosiva puede estar diseñada también para producir muchos proyectiles de alta velocidad a partir del contenedor del explosivo.